# التهاب الجلد الهربسي الشكل
التهاب الجلد الحلئي الشكل (بالإنجليزية: Dermatitis herpetiformis)‏ ويسمى أيضا بداء دورينغ (Duhring’s Disease). مرض جلدي فقاعي حاك بشدة، صفته أنه مزمن وناكس وقد يترافق مع الداء الزلاقي (Coeliac disease). تم التعرف على رابط بينه وبين الداء الزلاقي في عام 1967، قد يكون للتوترات العصبية والنفسية دور كعامل مؤهب.
التهاب الجلد الحلئي الشكل مرض مزمن وغير حراري في العادة. سببه غير معروف ويمكن أن يحدث في كل الأعمار. يظهر في هذا الاضطراب النادر
طفح وتقرحات جلدية مزمنة تتميز بالحكة الشديدة وظهور البثور المملوئة بالسائل المائي يستمر لفترة طويلة يصيب كبار السن والبالغين إلا أنه أحيانا يصيب الأطفال. ويأخذ فيه الطفح أشكال مختلفة أهمها الشكل الذي يترافق مع فقاعات حكاكية مرتبة عادة في مجموعات وتتوزع بشكل متناظر ثم تتقشر وتعرف أماكنها بدرجات متفاوتة من التلون وقد تكون الآفات حطاطية، فقاعية، أو بصلية.

## الأسباب
لا سبب معروف لحدوثه، إلا أنه دائما مرتبط بحساسية الغلوتين الذي يمكن أن يسبب أيضاً اضطرابا في الأمعاء يؤدي إلى إصابة بالإسهال المزمن، وفي حالات أخرى يكون السبب مجهولاً.

## الأعراض
- بثور تظهر على الأطراف وعلى ظهر اليدين والقدمين، الكوعين، الظهر، الركبتين، الأرداف، فروة الرأس. وعادة ما يكون الطفح بنفس الحجم والشكل على كلا الجانبين. وتكون تلك البثور أو النفطات حاكة بشدة وربما تستمر لعدة أشهر أو سنوات، وإذا حدثت الإصابة في مرحلة الطفولة فإنها تحدث بشكل هجمات تتخللها فترة من الهجوع ثم تشفى نهائياً في سن البلوغ. وعادة ما يرافق المصابين بامراض الغدة الدرقية لذلك هم الأكثر عرضه لتطوير أنواع معينة من سرطان الأمعاء وذلك بسبب حساسية الغلوتين. ونادرا ما يتتطور المرض ليحدث سرطان الأمعاء إذا لم يتم معالجته.

- الآفات الجلدية: تبدأ بشكل حطاطات حمامية حاكة متسحجة، حويصلات أو فقاعات صغيرة متجمعة.

تظهر الآفات على السطوح الباسطة من الأطراف خاصة الركبتين والمرفقين والإبط والجذع والكتفين والوجه والفروة. في المرحلة المتأخرة قد تتظاهر بتصبغ وندبات متجمعة.
- آفات الفم: غير شائعة. تصبغ مترقي في مواقع الآفات الجلدية يحدث في نصف الحالات.

- قد يترافق التهاب الجلد الحلئي الشكل مع اعتلال الأمعاء المعدي المعوي في شكل الداء الزلاقي عند الأطفال. يصيب التهاب الجلد الحلئي الشكل المناطق التناسلية، الطيات الإبطية. الناحية العجزية والأرداف والسطوح الباسطة للأطراف.

5-التهاب الجلد الحلئي الشكل يظهر بالومضان المناعي إذ يبدي تراكم غلوبيولين مناعي أ في الوصل البشروي الأدمي.

## العلاج
يكون العلاج حسب كل سبب أو الأعراض المصاحبة مثل:
- إذا كان سبب الطفح هو حساسية الغلوتين، عندها يجب اتباع حمية غذائية خالية من عقاقير الغلوتين
- العلاج عن طريق استخدام المضاد الحيوي الدابسون، والذي يعمل على التقليل من الحكة. يعطى لمدة حوالي 2-3 أيام.
- مثبط تنافسي لحمض بارا أمينو بينزويك وبالتالي يمنع استخدام البكتيريا له لبناء حمض الفوليك.